# Чернево (Переславский район)
Чернево (ранее — Черницкая на Оселке) — исчезнувшая деревня в Переславском районе Ярославской области России. Ныне место, где находилась деревня, находится на территории Смоленского сельского округа (центр — село Смоленское) Рязанцевского сельского поселения.

## География
Деревня Чернево располагалась на правом берегу ручья Тепенька, к югу от села Бектышево, к северу и востоку от границы Переславского района с Александровским районом Владимирской области. Южнее деревни, за холмами, на территории Александровского района находились деревни Спорново и Подвязье, юго-западнее, за лесом — деревня Тепелёво (ныне нежилая), северо-западнее — деревня Поварово. Тепелёво и Поварово стоят на берегах реки Рокши, к бассейну которой относится и Тепенька (ручей впадает в Рокшу западнее Бектышево). На северо-западе от Чернево, на берегах Рокши, но уже в границах Ярославской области, рос лес (преимущественно осина и ольха).
С севера, востока и юга деревню окружали холмы, являющиеся водоразделом между долинами Рокши и протекающей восточнее, также с юга на север, реки Шахи. Юго-восточнее Чернево, на левобережье Шахи, существовало поселение Артёмово (Александровский район, сейчас урочище), восточнее, также на берегу реки — деревня Шаха (на сегодня не существует), северо-восточнее, за высотой 202,8 м — деревня Нечаевка (на текущий момент не имеет населения).
Почвы в окрестностях населённого пункты были достаточно плодородными. На возвышенностях это лесной суглинок, на склонах оврага в центре деревни и на склонах долины ручья — переходные суглинки, на дне оврага и долины ручья — чернораменные глинистые почвы, известные среди местных жителей как «студенец» или «чернозёмный студенец». Грунтовые воды залегали на глубине от 5 до 14 м.
Зима в данном районе суровая, осень и весна — с большим количеством осадков. Самые жаркие и малооблачные месяцы — июнь и июль. Осадков в Чернево выпадало около 500 мм в год. Преобладающим направлением ветра в деревне было юго-западное.

## История

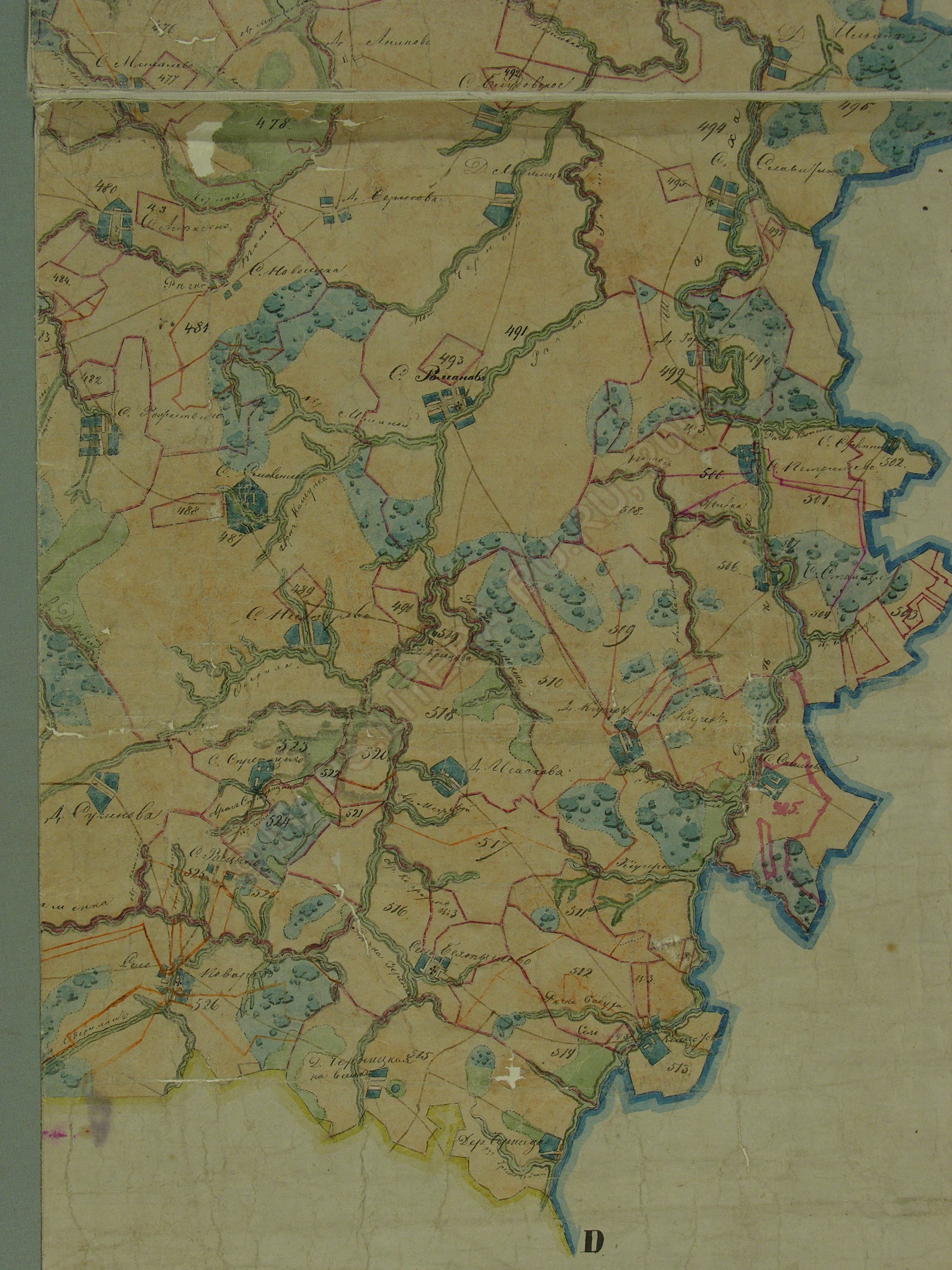
Переславский уезд. План Генерального межевания. Состояние местности: 1780-е — 1790-е годы. Масштаб: 1 верста. Внизу, у самой границы уезда — деревня Черницкая на Оселке

По некоторым сведениям, деревня Черницкое на Оселке возникла не позднее 1646—1647 годов как владение Горицкого Успенского монастыря на месте одноимённой пустоши — то есть, в более раннее время здесь уже существовало поселение с таким названием, которое опустело в Смутное время. Относилась к Киучерскому стану. Факт основания поселения на том месте, где уже когда-то раньше жили люди, отразился в названии деревни: «оселок» во владимирской топонимии — пустошь, место, покинутое жителями (также синонимы — перелог, залежь).
В конце XVIII века деревня Черницкая на Оселке находилась в составе Переславского уезда Владимирского наместничества, затем Владимирской губернии, составляя единое владение с находившейся восточнее деревней Черницей (впоследствии Черницкая на Шахе, Шаха). При деревне был пруд. К югу от неё проходила граница с Александровским уездом. Черницкая на Оселке и Черницкая на Шахе входили в церковный приход села Бектышева.
По данным Специальной карты Западной части Российской империи Ф. Ф. Шуберта 1832 года издания, деревня насчитывала 28 дворов. В середине XIX века Черницкая на Оселке, располагаясь в юго-восточном углу Переславского уезда, по-прежнему находилась в составе одного надела с деревней Черницкой на Шахе (по сведениям карты Владимирской губернии А. И. Менде 1850 года). Северо-западнее, за лесом, помещалось Поварово, тогда ещё входившее в Переславский уезд. Ближайшими населёнными пунктами Александровского уезда были: юго-западнее, также за лесом — деревня Тепелёва, южнее — деревни Спорная, Подвязье и село Павлово, юго-восточнее — село Артемьево.
К началу 1870-х годов обе Черницкие включались в категорию деревень размером от 10 до 20 дворов, согласно данным Специальной карты Европейской России И. А. Стрельбицкого, составленной в 1865—1871 годах (лист 57, издан в 1872 году). Деревни входили в состав Елизаровской волости (центр — село Елизарово). Пашенные земли деревень по состоянию на 1868 год были в числе лучших в уезде, поскольку относились к так называемому первому разряду земель, облагаемых в уезде земским сбором по самой высокой ставке — 30 рублей за десятину в 1869 году (всего в уезде тогда насчитывалось лишь 47 селений, отнесённых к первому разряду). Впоследствии деревни находились в составе Смоленской волости.

### XX век
Осенью 1927 года член Переславль-Залесского научно-просветительного общества Г. А. Карташевский провёл санитарную оценку условий жизни крестьян в селе Нагорье и деревне Черницкой на Оселке. По состоянию на этот период в деревне было 49 домов, жители занимались преимущественно земледелием.
Деревня располагалась двумя улицами по берегам неглубокого оврага, обращённого устьем к западу. Вдоль улиц овраг был обсажен высокими деревьями, образующими аллеи, которые защищали дома от пожаров и пыли. В нижней части оврага — зелёные насаждения и хозяйственные постройки. С трёх сторон деревню окружали поля, в устье оврага были луга, при этом сами крестьянские подворья с гумнами и огородами окружало внешнее кольцо деревьев, среди которых были в том числе плодовые деревья (прежде всего яблони), а также берёзы, осины, ели, черёмуха, сирень, акация. Только дворы, расположенные на вершине холма, не имели на конец 1920-х годов такой лесной защиты. Черницкая имела 10 колодцев и 2 пруда — пруд с проточной водой в нижней части деревни и сильно заросший верхний пруд.
Кроме земледельцев, в деревне было несколько шорников. В Черницкой проживал председатель Волостного исполнительного комитета Берендеевской волости (центр — посёлок Берендеево). Все жители деревни считались старожилами. Достаточно высок был процент грамотных. Жители имели, как правило, не более 1 избы на семью, крытые дворы со скотиной, кладовые, некоторые хозяева — сенные сараи, погреба, молотилки, сараи для хранения жита, пчельники. Большая часть домов была построена в период после Октябрьской революции, в 1917—1927 годах, меньшая часть — в дореволюционное время, в 1875—1917 годах. При этом если до революции в значительном количестве строились небольшие четырёхстенные избы, то после революции — большие четырёхстенные и пятистенные избы.
Во второй половине 1930-х — начале 1940-х годов поселение уже называлось Чернево и насчитывало 38 дворов. В 1979 году деревня Чернево уже обозначалась на картах как нежилая. В XXI веке на месте деревни зафиксировано лишь одноимённое урочище.

## Известные уроженцы
В 1902 году в деревне Чернево-Оселок Переславского уезда Владимирской губернии Российской империи в семье крестьянина-середняка родился советский государственный деятель, депутат Верховного Совета РСФСР III созыва Скопинов, Георгий Феофанович.